# Чижевський Володимир Антонович
Володи́мир Анто́нович Чиже́вський (7 лютого 1899, Ковно — 1972, Москва) — радянський авіаконструктор.

## Життєпис
Народився 11 квітня 1899 року. Виходець із дворянської родини, навчався до революції в юнкерському училищі, але після революції став на бік радянської влади.
У 1919 році пішов служити в лавах РСЧА.
Після служби в армії поступив до Військово-Повітряної академії РСЧА ім. М. Є. Жуковського, яку закінчив у 1926 році.
З 1928 року працював у ЦАГІ.
У 1931—1938 роках був начальником бюро особливих конструкцій (БОК), начальником бригади в ЦКБ, головним конструктором Смоленського авіазаводу.
Розробив гондоли перших радянських стратостатів «Осоавиахим-1» та «СССР-1», літаки БОК-1, БОК-5, БОК-7, БОК-15.
У 1939 році, як і багато інших провідних авіаконструкторів СРСР, був заарештований НКВД і поміщений до КБ тюремного типу.
До 1941 року перебував в ув'язненні в ЦКБ-29 НКДБ, працював у бригаді Андрія Туполєва.
Після звільнення працював в ОКБ їм. А. Н. Туполєва. Брав участь у створенні багатьох літаків марки «Ту».

## Відомі роботи
- БОК-1
- БОК-5
- БОК-7
- БОК-15

## Нагороди
- Сталінська премія (1949)
- 3 ордена Леніна
- орден Вітчизняної війни 1-го ступеня (08.08.1947)
- 3 ордена Червоної Зірки (відома дата одного з наказів 2 листопада 1944)[1]
- медалі